# Grand Orient de France
Der Grand Orient de France (Abk. GOdF) ist die älteste und größte von mehreren Freimaurerorganisationen mit Sitz in Frankreich und die älteste in Kontinentaleuropa (da sie 1773 aus einer älteren Großloge von Frankreich hervorging und 1799 kurzzeitig den Rest der älteren Loge übernahm, sodass ihre Gründung auf 1728 oder 1733 datiert werden kann). Der Grand Orient de France gilt allgemein als die „Mutterloge“ der kontinentalen Freimaurerei.
Dieser Dachverbund umfasst ca. 1400 arbeitende Freimaurerlogen mit insgesamt über 55.000 Mitgliedern. Sie bearbeiten mehrheitlich den „Rite Français“ („Französischer Ritus“), danach den „Rite Écossais Rectifié“ („Rektifizierter schottischer Ritus“, eine christliche Lehrart) und den „Accepté Rite de Salomon“ („Anerkannter Ritus Salomos“).
Auf dem Konvent 1877 erwähnte der Grand Orient erstmals den Begriff des „Allmächtigen Baumeisters aller Welten“ aufgrund des Antrages des protestantischen Geistlichen Frédéric Desmons nicht mehr: „Die Freimaurerei hat zu Grundsätzen die unbedingte Gewissensfreiheit und die menschliche Solidarität. Sie schließt niemanden um seines Glaubens willen aus.“
Als dann der GOdF zusätzlich das „Buch des heiligen Gesetzes“ durch ein „weißes Buch“ ersetzte, kam es zur endgültigen Spaltung: Die Vereinigte Großloge von England beendete 1913 die Beziehungen zum GOdF offiziell und erkannte ihr die Regularität ab. Dies führte zu einem Schisma in der internationalen Freimaurerei, dessen kontinentaler Zweig heute maßgeblich vom Grand Orient de France (GOdF) angeführt wird. Während die Großloge von England nach ihren Basic Principles von 1929 eine theistische und seit 1989 eine deistische Gottesauffassung von ihren Mitgliedern fordert, unterscheidet sich der GOdF durch folgende Punkte:
- sein Festhalten an der Laïcité
- seine republikanischen und sozialen Werte
- nimmt seit 2010 flächendeckend Männer wie Frauen gleichermaßen auf
- erkennt gemischtgeschlechtliche und nur aus männlichen oder weiblichen Mitgliedern bestehende Großlogen an
- der GOdF engagiert sich als solcher liberal politisch, eine weltweite Besonderheit, die in Frankreich seine Beliebtheit bei den liberalen Parteien verstärkt.

Die Freimaurerei bezeichnet sich nicht als Religion und sieht sich „allen Konfessionen offen“. Der GOdF bezieht zur Religion eine „laizistisch-neutrale Position“ bei gleichzeitiger Auseinandersetzung mit ethisch-moralischen Werten.
Die sogenannte Liberale Freimaurerei ist international aktiv. So gibt es auch in Deutschland mehrere Logen, die nach der liberalen Konstitution des GOdF arbeiten.
In der Rue Cadet Nr. 16 in Paris befindet sich das gleichnamige Gebäude: ein Museum des GOdF zum Thema Freimaurerei.